# Otto Wagner (Maler, 1803)

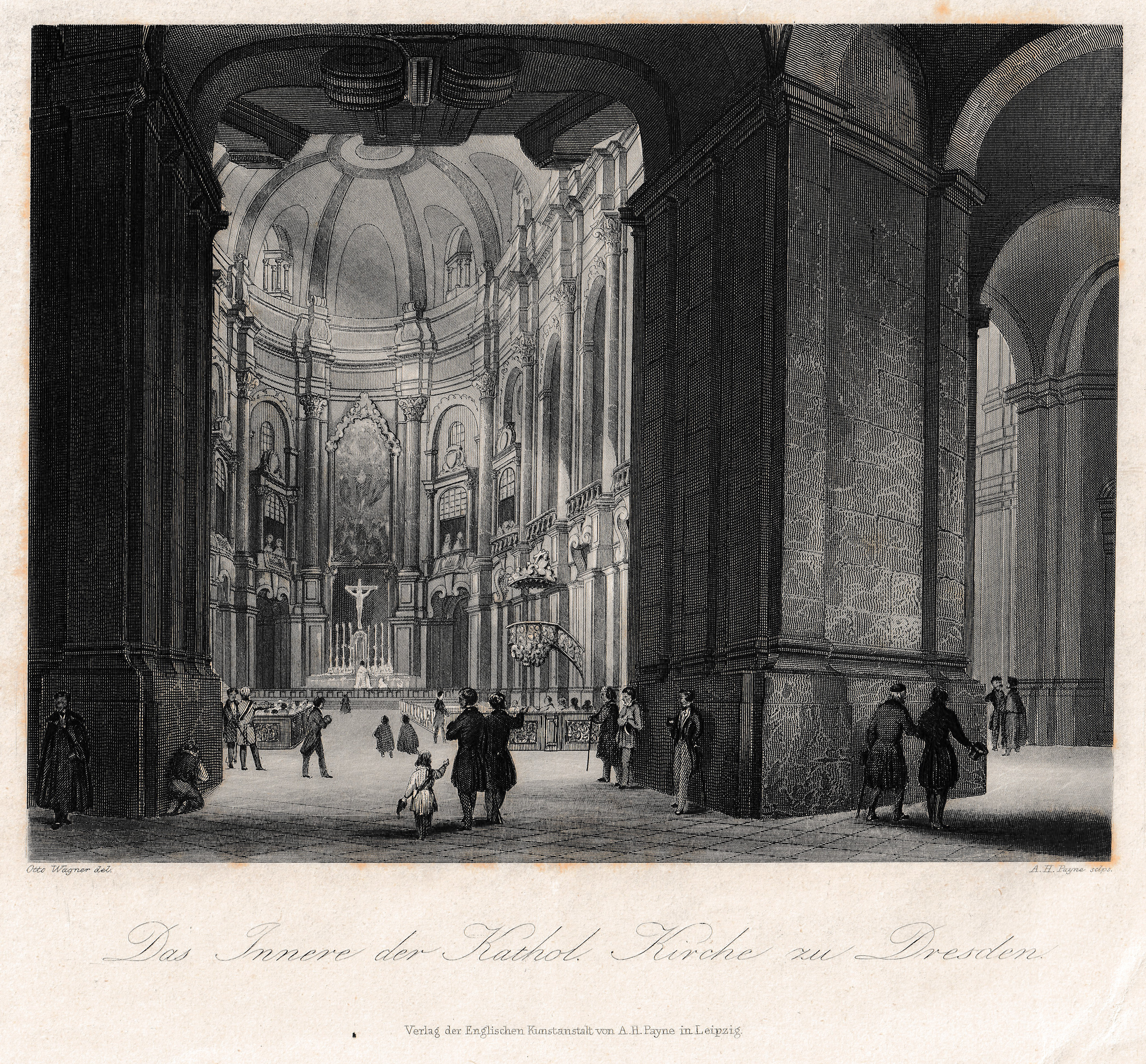
Das Innere der Kathol. Kirche zu Dresden

Otto Wagner (* 29. Dezember 1803 in Torgau; † 1. Dezember 1861 in Niederlößnitz) war ein deutscher Landschafts- und Architekturmaler.

## Leben
Otto Wagner war ein Sohn des Torgauer Wasserbaucommissarius Christian Friedrich W. (1774/1838) und von Juliane Georgine geb. Wetzkek. Nach 1810 verzog die Familie nach Dresden. Nach der Schulausbildung besuchte Wagner dort die Kunstakademie, wo er einer der Schüler von Johann Gottfried Jentzsch wurde.
In den Jahren 1830/1831 unternahm Wagner eine Studienreise durch Deutschland und die Schweiz nach Italien, wo er sich längere Zeit in Rom aufhielt. In späteren Jahren war er in Dresden Hof nebenher auch als Dekorationsmaler für die Hofbühne tätig. In seiner Heimatstadt war Wagner u. a. Mitglied des Künstlerkreises Rudel-Verein (auch Sonnabend-Club bezeichnet).
Sein Bruder war der Dresdner Kunstmaler und Architekturdekorateur Georg Wagner (1810–1838), der auch als Fachautor auftrat.

## Werke
Otto Wagner fertigte eine Vielzahl von malerischen Ansichten aus dem Königreich Sachsen und Thüringen in der Stilnachfolge Canlettos an. Die meisten davon erschienen in der Reihe Das malerische und romantische Deutschland; seine Ansichten von Thüringen in deren 3. Sektion, die von Ludwig Bechstein bearbeitet wurde und den Titel Wanderungen durch Thüringen trägt. Die erste Auflage erschien 1838 in Leipzig, bis heute folgten mehrere Neuauflagen. Als Beispiele seien die Vorlagen für den Stahlstiche Stadt Blankenburg & Ruine des Schlosses Greifenstein, Arnstadt und Der Kyffhäuser genannt. Als Maler dieser renommierten Reihe hatte er in dieser Zeit auch Kontakt zu Ludwig Richter.  1843 beteiligte er sich an der Herausgabe des Kinderbuches Die Ammen-Uhr. Aus des Knaben Wunderhorn. In Holzschnitten nach Zeichnungen Dresdener Künstlern.
Otto Wagner starb am 1. Dezember 1861 auf Wackerbarths Ruh’ im heutigen Radebeuler Stadtteil Niederlößnitz bei Dresden, seinerzeit Krankenanstalt eines Dr. Matthiae.